# Aillyidae
Aillyidae zijn een familie van weekdieren uit de klasse van de Gastropoda (slakken).

## Taxonomie
De volgende taxa zijn bij de familie ingedeeld:
- Geslacht Aillya Odhner, 1927
  - Aillya camerunensis Odhner, 1927
  - Aillya totipunctata Connolly, 1929